# Uppsala (đô thị)
Đô thị Uppsala (tiếng Thụy Điển: Uppsala kommun) là một đô thị ở hạt Uppsala của Thụy Điển. Thủ phủ là thị xã Uppsala. Dân số thời điểm 31 tháng 12 năm 2019 là 230767 người.